# Hogsmeade
Hogsmeade je imaginarno selo u Škotskoj koje se pojavljuje u romanima o Harry Potteru. To je jedino selo u Velikoj Britaniji u kojem žive samo čarobnjaci i nalazi se južno od Hogwartsa. Učenici treće godine smiju posjećivati selo ako imaju potpisani pristanak roditelja ili skrbnika.
Hogsmeade se nije "pojavljivao" u filmovima o Harry Potteru (osim tijekom dolaska Hogwarts Expressa na željezničku postaju) sve do izlaska Harry Pottera i Zatočenika Azkabana.

## Tri metle
Tri metle jedna je od lokalnih gostionica. Poznat je po "pivoslacu" i lijepoj vlasnici Madame Rosmerti koja živi iznad gostionice. Ronu Weasleyju sviđa se Madame Rosmerta, ali on to poriče. Tri metle omiljena je gostionica učenika iz Hogwartsa koji se u njoj odmaraju zbog stresa u školi ili ispita.

## Zonkov dućan psina
Zonkov dućan psina ima predmete za šale i trikove koji bi mogli "ispuniti čak i najluđe snove Freda i Georgea Weasleyja". Dućan je zatvoren u Harryju Potteru i Princu miješane krvi; mogući su razlozi zatvaranja Voldemortov ponovni uspon ili konkurencija novog Fredova i Georgeova dućana u Londonu. Blizanci su planirali kupiti dućan, ali su odustali nakon što je učenicima iz Hogwartsa zabranjeno posjećivati Hogsmeade.

## Željeznička postaja u Hogsmeadeu
Na ovu željezničku postaju dolazi Hogwarts Express nakon polaska s King's Crossa. Tu Hagrid dočekuje učenike prve godine da ih odvede do čamaca koji će ih odvesti do Hogwartsa, dok stariji učenici dolaze do Hogwartsa u kočijama koje vuku testrali, krilati konji nalik na reptile koje mogu vidjeti samo oni koji su svjedočili nečijoj smrti.

## Veprova glava
Veprova glava gostionica je koja privlači potpuno drukčije goste od onih koji zalaze u Tri metle. Sama je gostionica prljava, pod je prekriven slojevima prljavštine, a na prozorima ima toliko prljavštine da kroz njih jedva prolazi nešto danjeg svjetla. U prizemlju se nalazi samo jedna prostorija, ali na katu ima više soba. Harry je primijetio da prostorija zaudara po kozama i da je u gostionici neka vrsta mode sakrivanje lica. Učenicima je dopušteno posjećivati Veprovu glavu, ali im profesori savjetuju da ponesu svoje čaše. Pipničar je stariji čovjek, i zapravo je brat Albusa Dumbledorea, Aberforth.Postoji prolaz koji vodi iz Hogwartsa u Veprovu glavu.

## Derviš i Banges
Dućan koji prodaje i popravlja magičnu opremu. Nalazi se na kraju glavne ulice.

## Scrivenshaftova trgovina pera
Scrivenshaft je dućan koji prodaje pisaći pribor. Nalazi se u glavnoj ulici.

## Otmjene večernje krpice za čarobnjake
Otmjene večernje krpice za čarobnjake prodaju odjeću. Još dva takva dućana postoje u Londonu i Parizu. Dućan je pun pomalo čudnih stvari, a čini se da se posebno specijalizirao za neobične čarape.

## Čajana madame Puddifoot
Čajana se nalazi u maloj uličici blizu glavne ulice u Hogsmeadeu. To je omiljeno okupljalište sretno zaljubljenih učenika iz Hogwartsa. Dekoracije prelaze granicu dobrog ukusa, a Madame Pudifoot posebno pretjeruje s ukrasima na Valentinovo kada unajmljuje zlatne kerubine koji bacaju ružičaste konfete po parovima.

## Medičarnica
Medičarnica je jedan od najpoznatijih čarobnjačkih dućana slatkišima na svijetu. Dućan prodaje različite čarobnjačke slatkiše i slastice - čokoladne žabe, lomna pera od sukanog šećera i sušene žohare, komade nugata, karamele, stotine vrsta čokolada i kugle šerbeta. U Medičarnici se mogu naći slatkiši "specijalnih efekata" - Drubelove gume za žvakanje, papreni vražičci, ledeni miševi i kreme od mentola. Ron Weasly jako voli slatkiše iz Medičarnice. 
Slatkiši iz Medičarnice mogu se kupiti i u Hogwarts Expressu na putu u Hogwarts i iz Hogwartsa.
Vlasnici dućana, Ambrosius Flume i njegova supruga, žive u stanu iznad dućana. U Hogwartsu postoji tajni prolaz koji vodi do podruma u Medičarnici i kojim se Harry služio kako bi došao do Hogsmeadea (HP3).

## Poštanski ured
Poštanski je ured pun sova koje su označene bojama po tome koliko brzo mogu dostaviti pismo.

## Vrištava daščara
To je navodno kuća s najviše duhova u cijeloj Britaniji. Duhovi iz Hogwartsa izbjegavaju to mjesto. Fred i George Weasley, naravno, pokušali su ući, ali nisu uspjeli. Kad su James Potter i njegovi prijatelji bili u školi, Remus Lupin koristio je tu kuću tijekom svojih preobrazbi u vukodlaka kako ne bi ugrožavao druge učenike. Zbog zvukova koji su se zbog toga čuli stanovnici mjesta pomislili su da u kući borave duhovi, a te je glasine ohrabrivao i Albus Dumbledore kako bi zaštitio Lupina.Kuća se nalazi ispod Napadačke Vrbe, na kojoj je mali prolaz koji vodi u tu kuću.